# Katrin Klein
Katrin Klein (* im 20. Jahrhundert in Berlin) ist eine deutsche Theater- und Filmschauspielerin.

## Leben und Karriere
Katrin Klein wurde als Tochter des Schauspielers Erik S. Klein in Berlin geboren. Ihre Ausbildung erhielt sie an der Hochschule für Schauspielkunst Ernst Busch in ihrer Heimatstadt. Danach übernahm sie Rollen auf der Bühne und vor der Kamera.
Zwischen 1979 und 2022 war Klein festes Ensemblemitglied am Deutschen Theater in Berlin. Dort spielte sie verschiedene Hauptrollen, unter anderem in Die traurige Geschichte von Friedrich dem Großen, in Dantons Tod und Totentanz, alle drei Stücke in der Inszenierung von Alexander Lang. Außerdem spielte sie bei Friedo Solters in dessen Wallenstein-Inszenierung mit und bei Frank Castorf in Paris Paris und in John Gabriel Borkmann. Seit 2001 arbeitet Katrin Klein mit preisgekrönten Regisseuren wie Lars Norén, Armin Petras, Barbara Frey, Michael Thalheimer und Jürgen Gosch zusammen. 
Seit den 1970er Jahren ist Klein auch in Film und Fernsehen zu sehen. Außerdem ist ihre Stimme in Hörspielen zu hören, darunter in Deutschlandradio Berlin (1997) und Der Meister und Margerita (MDR 1998/Der Hörverlag 2003).

## Filmografie (Auswahl)
- 1977: Der rasende Roland (TV)
- 1982: Rächer, Retter und Rapiere / Der Bauerngeneral (siebenteilige Fernsehserie der DDR)
- 1983: Die traurige Geschichte von Friedrich dem Großen (Theateraufzeichnung)
- 1983: Polizeiruf 110: Die Spur des 13. Apostels (TV-Reihe)
- 1985: Die Rundköpfe und die Spitzköpfe (Theateraufzeichnung)
- 1987: Wallenstein (Fernsehaufzeichnung)
- 1990: Selbstversuch (Fernsehfilm)
- 1990: Biologie!
- 1991: Der Tangospieler
- 1992: Hier und Jetzt
- 1996: Alarm für Cobra 11 – Die Autobahnpolizei (TV-Serie)
- 1998: 23 – Nichts ist so wie es scheint
- 2002: Emilia Galotti
- 2003: Befreite Zone
- 2005: SOKO Wismar (TV-Serie)
- 2008: Stubbe – Von Fall zu Fall (TV-Serie)

## Theater
- 1981: Georg Büchner: Dantons Tod (Dirne) – Regie: Alexander Lang (Deutsches Theater Berlin)
- 1984: Friedrich Schiller: Wallenstein (Thekla) – Regie: Friedo Solter (Deutsches Theater Berlin)
- 1988: Michail Bulgakow: Paris, Paris (Alla) – Regie: Frank Castorf (Deutsches Theater Berlin)
- 1990: Henrik Ibsen: John Gabriel Borkmann – Regie: Frank Castorf (Deutsches Theater Berlin)

## Hörspiele
- 1985: Hans Fallada: Geschichten vom Mäuseken Wackelohr und von der gebesserten Ratte (1. Ameise) – Regie/Bearbeitung: Peter Brasch (Kinderhörspiel – Litera)
- 1987: Lothar Walsdorf: Die Mittagsfrau (Magd) – Regie: Peter Brasch (Kinderhörspiel – Rundfunk der DDR)
- 1988: Hans Christian Andersen: Die kleine Seejungfrau (Prinzessin Titia) – Regie: Werner Buhss (Kinderhörspiel – Litera)
- 1996: Rolf Schneider: Montezumas Krone (Eva) – Regie: Rolf Schneider (Kriminalhörspiel – MDR/SFB)
- 1996: Holger Böhme: Stillleben mit Dorf und Leichen – Regie: Joachim Staritz (Hörspiel – ORB/RB)
- 1998: Michail Bulgakow: Der Meister und Margarita – Regie: Petra Meyenburg (Hörspiel (30 Teile) – MDR)